# لهستان در المپیک تابستانی ۱۹۵۲
لهستان در بازی‌های المپیک تابستانی ۱۹۵۲ که در شهر هلسینکی فنلاند برگزار شد، کاروان لهستان با ۱۲۵ ورزشکار در این رقابت‌ها شرکت کرد و موفق به کسب ۴ مدال (۱ طلا، ۲ نقره، ۱ برنز) شد. در جدول رتبه‌بندی توزیع مدال‌ها، لهستان در ردهٔ ۲۰ مسابقات قرار گرفت.